# Juan José Caula Cabriés
Juan José Caula y Cabriés (Cumaná, 20 de junio de 1795 – ?, s. xix.) Militar y caballero laureado de San Fernando.

## Biografía
Ingresó en 1810 en el Ejército en clase de soldado distinguido, sin antigüedad, en las Milicias Regladas de Coro y Cumaná, consiguiendo al año siguiente la antigüedad. Enseguida entró en campaña contra los disidentes en las provincias de Coro, Cumaná y Nueva Barcelona a las órdenes del mariscal de campo Cagigal, sin llegar a intervenir en acciones de guerra hasta 1813. En febrero de ese año obtuvo el empleo de cabo primero y en junio el de sargento segundo, ganando en noviembre de 1814 el empleo de subteniente por méritos de guerra en la acción de Yaguaraparo.
Los años siguientes sirvió en el Regimiento del Rey, en el que en 1815 fue ascendido a teniente por elección, y en el Ligero de la Reina, con el que participó en la expedición a la isla Margarita. Ascendido a capitán por antigüedad en marzo de 1818, el 20 de mayo cayó herido de gravedad por bala de fusil en la acción del Puerto de la Madera, hallándose de nuevo en operaciones en el mes de agosto. Durante los años 1819 y 1820 combatió incansablemente en la provincia de Nueva Barcelona.
En junio de 1821 se encontró en la batalla de Carabobo y en la subsiguiente retirada a Puerto Cabello, embarcándose al mes siguiente hacia la provincia de Coro, recibiendo en el mes de agosto durante la defensa de Cumarebo tres heridas de bala de fusil, una de ellas en el pecho, consiguiendo retirarse a Puerto Cabello, desde donde en 1822 tomó parte en la expedición marítima a la provincia de Caracas y en el bloqueo del puerto de la Guaira, pasando seguidamente a Maracaibo, donde ganó el empleo de comandante de batallón por méritos de guerra, viéndose obligado a capitular en el mes de julio tras la batalla de la Laguna de Maracaibo, embarcando a continuación hacia Cuba.
Entre 1825 y 1832 permaneció en las situaciones de licencia indefinida e ilimitada. Se hallaba en esta última situación el 7 de octubre de 1833 en Logroño cuando al producirse el pronunciamiento carlista abandonó a su familia y se trasladó a Vitoria, donde fue apresado, negándose a jurar fidelidad a Carlos VI, por lo que fue encerrado en prisión, no recobrando la libertad hasta la entrada de las tropas fieles a la Reina, siendo entonces nombrado sargento mayor de dicha plaza, que al año siguiente defendió en el mes de marzo ante el ataque carlista.
Fortificada Maestu en 1834, quedaron en el mes de marzo encargadas de su defensa nueve compañías del Regimiento de Borbón, al mando del primer comandante Álvarez del Manzano, siendo gobernador de la plaza a partir del 6 de febrero el coronel Caula.
El enemigo puso sitio a la plaza en varias ocasiones, pero su guarnición resistió bravamente. El 30 de enero de 1835 sufrió un primer ataque en presencia de don Carlos y dirigido por Zumalacárregui al mando de siete batallones de infantería, caballería y varias piezas de artillería, siendo rechazado el asalto. En el mes de febrero se produjo otro ataque de tres batallones, que se repitió el 7 de marzo, siendo el más duro el que tuvo lugar el 3 de abril, en el que fueron rechazados los carlistas tras doce horas de combate y después de haber hecho más de doscientos disparos de cañón.
Liberada la plaza el 7 de abril por el general Luis Fernández de Córdoba, en ese mismo día publicaba la siguiente Orden General alusiva a los defensores deMaestu: “La guarnición de Maestu se ha hecho digna del aprecio de la Reina nuestra Señora, de la admiración y gratitud de la patria. Durante 15 meses de continuo sitio o bloqueo ha visto estrellarse contra sus débiles fortificaciones los perseverantes esfuerzos del enemigo, ha sufrido con heroica constancia las mayores privaciones y fatigas.
En completa incomunicación con todas partes, ha sacrificado a su Reina y a su patria todas las afecciones privadas del ciudadano; un solo desertor, un solo hombre débil o cobarde no ha empeñado la gloria de sus brillantes armas: la disciplina se ha conservado en toda su pureza: oficiales, sargentos y soldados, todos han rivalizado en bravura y decisión: todos se han hecho merecedores de que el ejército los conozca como el verdadero modelo de las virtudes que siempre le caracterizaron. Su noble ejemplo no puede dejar de excitar la admiración, y de hallar imitadores entre los militares españoles.
Nombrado el general Valdés ministro de la Guerra y comandante general en jefe de los Ejércitos de Operaciones y Reserva, se dirigía a estos desde Vitoria el 18 de abril de 1835, recogiendo el artículo 3.º de la Orden General de dicho día las siguientes concesiones: “Quedan condecorados con la cruz de S. Fernando de segunda clase todos los oficiales, y con la de Isabel II los demás individuos de las guarniciones de Olazagoitia y Maestu, sin perjuicio de otras recompensas [...]”.
En octubre de 1836 luchó en Brihuega, confiándosele al mes siguiente el mando accidental de la 3.ª división del Ejército del Norte y ganando el 30 del mismo mes el ascenso a coronel en la acción de Alcaudete, tras lo cual fue nombrado por Espartero gobernador militar de Laguardia, consiguiendo terminar muy pronto con todas las partidas que se movían por aquella zona. En julio de 1839 cesó en el anterior destino por habérsele dado el mando del Regimiento de Gerona, con el que tomó parte en la conquista del fuerte de Miravete, participando al año siguiente en la de los fuertes de Aliaga y Alcalá de la Selva, y en la toma de las plazas de Morella y Berga. A continuación guarneció Estella, pasando en 1842 a la situación de ilimitado en la plaza de Valladolid, y a la de reemplazo un año después.